# Покровська сільська рада (Курманаєвський район)
Покро́вська сільська рада (рос. Покровский сельский совет) — сільське поселення у складі Курманаєвського району Оренбурзької області Росії.
Адміністративний центр — село Покровка.

## Історія
2013 року ліквідована Сергієвська сільська рада (село Сергієвка), територія увійшла до складу Покровської сільради. 

## Населення
Населення — 328 осіб (2019; 569 в 2010, 903 у 2002).

## Склад
До складу сільської ради входять:
| Населений пункт | Населення, осіб (2002) | Населення, осіб (2010) |
| --------------- | ---------------------- | ---------------------- |
| Покровка, село  | 361                    | 249                    |
| Сергієвка, село | 298                    | 153                    |
| Шабаловка, село | 244                    | 167                    |